# Pholidobolus affinis
Pholidobolus affinis är en ödleart som beskrevs av  Peters 1863. Pholidobolus affinis ingår i släktet Pholidobolus och familjen Gymnophthalmidae. Inga underarter finns listade i Catalogue of Life.